# 單角革魨
，又名薄叶单棘鲀，俗名白达仔、一角剥、薄叶剥、光复鱼、剥皮鱼、狄仔鱼等，为隶属于单棘鲀科革单棘鲀属的杂食鱼类，分布于全世界热带与亚热带水域。该鱼身体浅褐色，带有褐色斑点，眼睛上方有一根极长的背棘。成年个体一般栖息于沙质海床附近，而幼鱼则跟随漂浮物在开阔水域活动。该鱼于每年2—5月和10—11月集群繁殖。单角革鲀可食用，其皮亦可用于制取明胶。

## 外貌描述
单角革鲀大致呈椭圆形，身体相当侧扁。该鱼整体呈棕褐色，并有若干褐色斑点。其尾柄较长，上下均有凹陷。单角革鲀鳞片较小，上方常有棘刺。该鱼嘴唇较薄，下吻有明显凹陷，上吻亦略有凹陷，牙齿为楔形，上颚有2列，下颚则有1列。其眼位置靠后，前端下方有鳃孔，正上方则有一根极为细长且易折的背棘。单角革鲀背鳍与臀鳍前高后低，呈黄褐色，尾鳍则为深黄色。该鱼幼鱼体型与成鱼相仿，但有灰色网状花纹。单角革鲀最大可长到75厘米

## 物种分布
单角革鲀分布于全球热带及亚热带水域。其在西大西洋的分布范围北至美国马萨诸塞州，南至阿根廷，且有不断向南拓展的趋势；在东大西洋该鱼则分布于葡萄牙至南非的水域；在印度洋-太平洋海域其分布范围则西起马达加斯加沿岸水域与红海，向东延伸至日本、菲律宾等国近海以及珊瑚海和塔斯曼海；该鱼在东太平洋的分布范围北起加利福尼亚湾，南至智利水域。

## 生态与习性

### 栖息地
单角革鲀多出没于礁石外围区域，水深不超过80米。其中，幼鱼更多出没于开阔水域，常跟随大型水母、浮木或是海藻团等漂浮物体活动，成鱼则一般栖息于沙质海床附近。同其他单棘鲀一样，大型个体一般栖息于更深的水域

### 食性
单角革鲀为杂食动物，其食性极为广泛，猎物包括头足类、甲壳类、贝类、小鱼和珊瑚，也会啃食海草。其中，较小的个体会摄食更多的海草和甲壳类，而大型个体则几乎完全以鰕虎鱼、天竺鲷、金线鱼等小型鱼类为食。

### 生命周期
单角革鲀一年有两段繁殖期，分别为2—5月和10—11月。繁殖时该鱼会聚集成群并同时将精子与卵子洒入水中，其中雌鱼一次可洒下数十万枚卵子。此后单角革鲀会大量进食以补回繁殖所消耗的能量。该鱼一般在体长41厘米时达到性成熟。

## 同人类的关系

### 经济利用

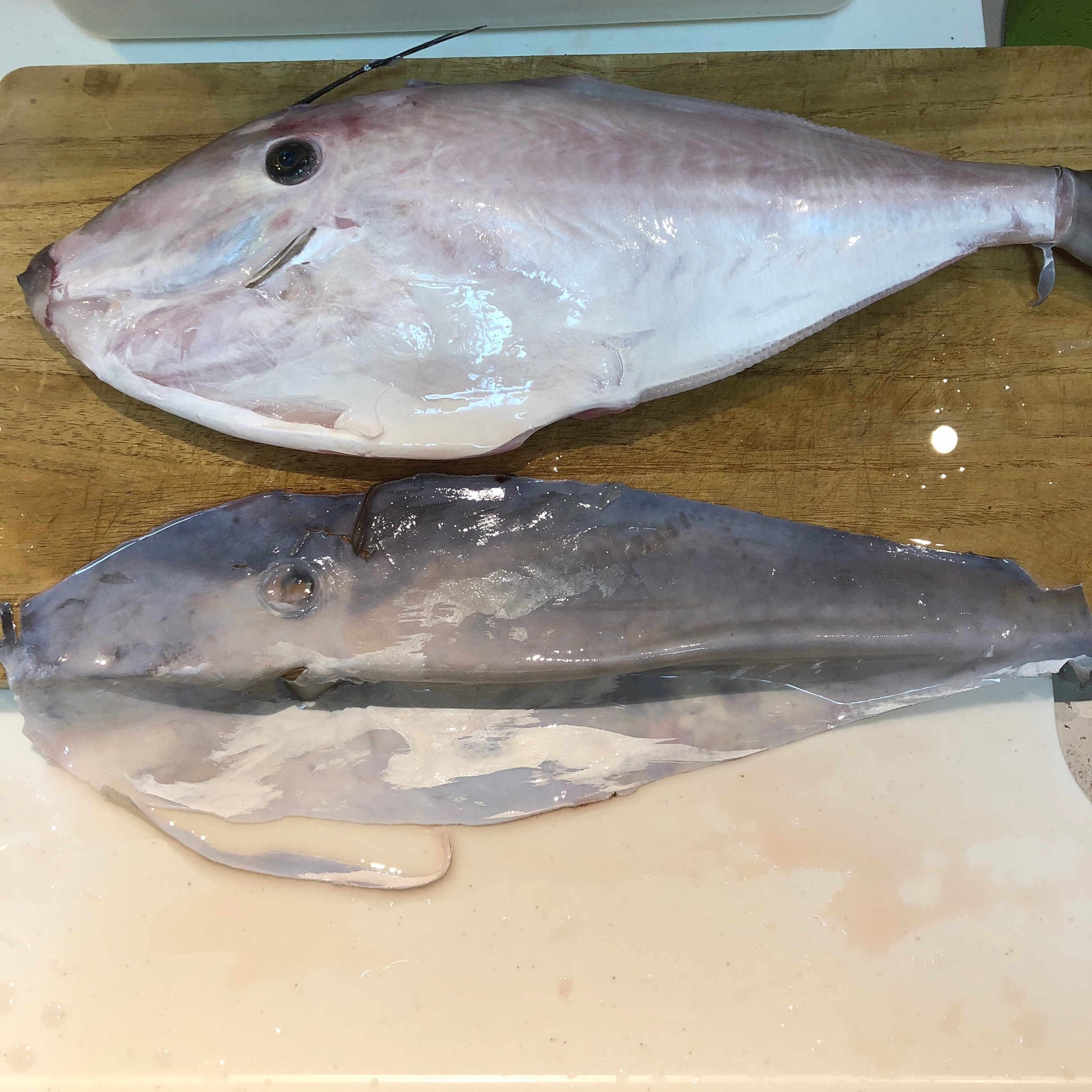
剥去鱼皮的单角革鲀，摄于日本南房总市

单角革鲀可食用，在印度古吉拉特邦、台湾和泰国有针对该鱼的商业捕捞，捕捞方法以拖网和流刺网为主。由于其皮厚，食用前往往需要剥去鱼皮，故有“剥皮鱼”的俗名。该鱼一般以油煎方式烹调，而鲜鱼则可用于烹饪鱼汤。
单角革鲀的鱼皮可用于制作明胶。总体而言，以该鱼为原材料的明胶的熔点和强度均适中，但预处理时使用的试剂类型、加热时的温度和时长均会影响产出明胶的具体品质。

### 种群保育
目前单角革鲀在其分布范围内属常见鱼种，虽目标水域有对该鱼的商业捕捞，但并不足以影响其种群。IUCN将其评为无危。